# Oskar von Klaß
Johann Gotthilf Oskar von Klaß (* 26. Dezember 1822 in Potsdam; † 8. Juli 1887 in Herischdorf) war ein preußischer Generalmajor und Kommandeur der 18. Infanterie-Brigade.

## Leben

### Herkunft
Oskar war ein Sohn des preußischen Generalleutnants Wilhelm von Klaß (1786–1850) und dessen Ehefrau Bertha, geborene von Schrötter (1797–1856).

### Militärkarriere
Nach dem Besuch der Kadettenhäuser in Potsdam und Berlin wurde Klaß am 9. August 1840 als Portepeefähnrich dem 31. Infanterie-Regiment der Preußischen Armee überwiesen. Er avancierte Anfang Dezember 1843 zum Sekondeleutnant und war ab 1849 als Adjutant des I. Bataillons im 31. Landwehr-Regiment in Erfurt tätig. Nach einer einjährigen Kommandierung zur Dienstleistung beim 4. Jäger-Bataillon in Sangerhausen wurde Klaß Kompanieführer beim I. Bataillon im 31. Landwehr-Regiment. Am 6. März 1856 folgte seine Beförderung zum Premierleutnant und am 13. August 1856 die Versetzung in das 5. Jäger-Bataillon. Dort wurde er am 18. September 1858 zum Hauptmann befördert und am 1. Juli 1860 zum Kompaniechef ernannt. In dieser Eigenschaft führte Klaß seine Kompanie 1866 im Krieg gegen Österreich bei Nachod, Skalitz, Schweinschädel, Gradlitz sowie Königgrätz und erhielt für sein Wirken den Kronen-Orden III. Klasse mit Schwertern.
Nach dem Krieg wurde er am 30. Oktober 1866 als Major in das 3. Posensche Infanterie-Regiment Nr. 58 versetzt, erhielt am 17. September 1867 das Kommando über das II. Bataillon und übernahm am 16. März 1870 das Füsilier-Bataillon. Während des Krieges gegen Frankreich führte er seine Füsiliere bei Weißenburg, Wörth, Malmaison, Stonne, Valenton, Bicêtre, Saint-Cloud und am Mont Valerien sowie vor Paris.
Am 18. Januar 1871, dem Tag der Kaiserproklamation in Versailles, wurde Klaß zum Oberstleutnant befördert und ausgezeichnet mit beiden Klassen des Eisernen Kreuzes nach dem Friedensschluss am 28. Dezember 1872 unter Stellung à la suite mit der Führung des 6. Thüringischen Infanterie-Regiments Nr. 95 beauftragt. Vom 22. März 1873 bis zum 12. Mai 1879 war er als Oberst Kommandeur dieses Regiments. Anschließend mit der Führung der 18. Infanterie-Brigade beauftragt, wurde Klaß am 11. Juni 1879 unter Beförderung zum Generalmajor zum Kommandeur des in Glogau stationierten Großverbandes ernannt. Am 11. Juni 1879 erhielt er die Beförderung zum Generalmajor und die Ernennung als Brigadekommandeur. Anlässlich des Ordensfestes wurde Klaß im Januar 1881 mit dem Roten Adlerorden II. Klasse mit Eichenlaub und am 13. September 1882 mit dem Stern zum Kronen-Orden II. Klasse mit Schwertern am Ringe ausgezeichnet. In Genehmigung seines Abschiedsgesuches wurde er am 16. November 1882 mit Pension zur Disposition gestellt. Er starb am 8. Juli 1887 in Herischdorf.

### Familie
Klaß heiratete am 18. Februar 1852 in Erfurt Antonie Klien (1827–1880) und nach deren Tod am 8. März 1883 in Breslau Magdelena von Prittwitz und Gaffron (1851–1932) aus dem Hause Schmoltschütz. Aus der ersten Ehe gingen folgende Kinder hervor:
- Blanka (* 1853) ⚭ 1879 Albert Zachariae, preußischer Oberst a. D.
- Selma (* 1854)

⚭ 1872 (Scheidung) Stephan von Keszneki, Herr auf Ilgen
⚭ 1882 Alfred Wagner († 1899), preußischer Major a. D.
- Felix (1855–1901), preußischer Major ⚭ 1884 Hildegard Freiin von Steinaecker (* 1860)
- Olga (*/† 1865)
- Egon (1858–1860)
- Melanie (* 1861)

⚭ 1884 Albert Freiherr Schrenk von Notzing und Egmating († 1896), preußischer Oberstleutnant
⚭ 1897 Karl von Vultejus, preußischer Leutnant